# Nevidzany (okres Zlaté Moravce)
Nevidzany (Hongaars: Néved) is een Slowaakse gemeente in de regio Nitra, en maakt deel uit van het district Zlaté Moravce.
Nevidzany telt 624 inwoners.